# Orthocentrus palpalis
Orthocentrus palpalis là một loài tò vò trong họ Ichneumonidae.